# Biblioteca Franco Serantini
La Biblioteca Franco Serantini dell'Istituto di storia sociale, della Resistenza e dell'età contemporanea della provincia di Pisa è un centro di ricerca e conservazione specializzato, con particolare attenzione dedicata alla storia e alla cultura del movimento anarchico e socialista, del movimento operaio e sindacale, di quello antifascista e della Resistenza, dei movimenti di opposizione degli anni sessanta e settanta.
La biblioteca fa parte in qualità di ente associato della rete nazionale degli Istituti storici della Resistenza e aderisce al progetto del portale di storia contemporanea "Toscana Novecento", promosso dalla rete regionale degli Istituti per la storia della Resistenza e dell'età contemporanea, dal 2017 è diventato membro della 'International Association of Labour History Institutions (IALHI) e dall'ottobre 2020 della Rete Documentaria Bibliolandia della Provincia di Pisa.

## Storia
La nascita della biblioteca risale al 1979 quando gli anarchici pisani su proposta di Franco Bertolucci decidono di intitolare a Franco Serantini – giovane ucciso alcuni anni prima dalla polizia in scontri di piazza – la raccolta che stava prendendo corpo nei locali della sede politica. La biblioteca mantiene inizialmente un'impostazione di stampo “militante”, rivolta ad una fruizione interna al gruppo anarchico, ma ben presto i promotori aprono le porte agli studiosi e al dialogo con la cittadinanza, ponendo le basi di un duraturo progetto culturale improntato all'impegno sociale e alla ricerca storica.
La sede della Federazione anarchica pisana, situata in via S. Martino 48, viene abbandonata nel 1986 a causa del mancato rinnovo del contratto di locazione. Il problema di una sistemazione stabile per la biblioteca non trova udienza da parte degli enti locali fino a quando, nel 1992, dopo alcuni anni trascorsi precariamente dello storico Palazzo Cevoli, la Provincia assume l'impegno di tutelare e valorizzarne il patrimonio della biblioteca individuando degli spazi indipendenti del complesso scolastico “Concetto Marchesi”. La sede concessa dalla Provincia sarà utilizzata per circa vent'anni e lasciata nell'estate del 2014 a causa del mancato rinnovo della convenzione. Tra il 2008 e il 2019 il patrimonio della biblioteca è stato ospitato presso l'Archivio generale dell'Università di Pisa in località Montacchiello, oggi la biblioteca ha aperto una nuova sede in loc. La Fontina a Ghezzano nel Comune di S. Giuliano T. (PI).

## Raccolte
Il primo nucleo librario è costituito dalla donazione dell'anarchico Gino Giannotti (1893-1977), operaio di Santa Croce sull'Arno: si tratta di una collezione di circa 1.500 pezzi stampati a partire dal 1840, di interesse politico, storico, filosofico, economico e letterario, in grado di offrire uno spaccato delle letture e quindi della crescita culturale e politica di un militante autodidatta nella prima metà del Novecento. Accanto a questo patrimonio la biblioteca inizia a raccogliere materiale bibliografico di aggiornamento ma anche edizioni risalenti agli albori del movimento operaio, alcune significative per la loro rarità.
La politica degli acquisti viene integrata dalle numerose donazioni. Offrendo consolidate garanzie di serietà scientifica, di approccio critico e di consapevolezza nella gestione archivistica e biblioteconomica, la biblioteca attrae nel corso degli anni diversi complessi documentari provenienti da amici, studiosi e militanti delle organizzazioni protagoniste della scena Sinistra extraparlamentare, non solo anarchica, degli “anni della contestazione”. Specifici nuclei librari non sono stati fusi nel resto delle raccolte, ma mantenuti come fondi autonomi intestati al nome del donatore. Nella sezione archivi i fondi di persone e di organizzazioni si sono rapidamente moltiplicati, fino a fare della “Serantini” un centro di primo piano, non solo a livello locale, per lo studio della cosiddetta “stagione dei movimenti”. Tra le carte, pervenute in genere prive di ordinamento, è abitualmente presente una vasta tipologia di materiali: manoscritti, dattiloscritti, documenti a stampa e fotografici, insieme a grandi quantità di letteratura grigia (volantini, circolari, bollettini, relazioni interne etc.).
Oggi il patrimonio complessivo è giunto a contare oltre 50.000 monografie (libri e opuscoli) e 5.000 testate di periodici e numeri unici, con una discreta presenza di materiali in lingua straniera, circa 6.000 fotografie e cartoline illustrate, 5.500 manifesti e tatzebao, 100.000 volantini, 86 fondi archivistici buona parte dei quali dichiarati di “notevole interesse storico” da parte della Soprintendenza, numerose registrazioni sonore e video, nonché quadri, gessi, litografie e testimonianze materiali come cimeli, bandiere, stendardi e striscioni.
Il catalogo elettronico della Biblioteca utilizza il software open source Koha, versione 3.12. Le registrazioni, particolarmente accurate per quanto riguarda l'indicizzazione semantica nei campi delle scienze storiche e sociali, sono rintracciabili on line sia sul MetaOpac Pisano che sul nazionale MetaOpac Azalai del CILEA.

## Iniziative culturali
Il progetto culturale che sostanzia le attività della Biblioteca mira a promuovere la ricerca storica sulle classi subalterne, sul movimento operaio e socialista con approfondimento specifico verso le sue istanze libertarie. A partire dalla prima mostra sul movimento anarchico pisano tra Comune di Parigi e avvento del fascismo, allestita nel 1983, si sono susseguiti numerosi momenti di studio, seminari, esposizioni e convegni anche di rilevanza internazionale.
Per sostenere tali attività e valorizzare il contributo offerto dai molti collaboratori dell'istituto si è formalizzata nel 1995 un'Associazione Amici della Biblioteca (oggi Onlus), che fornisce un supporto essenziale di impegno volontario e sostegno economico; gli aderenti provengono da varie esperienze politico-culturali e sono distribuiti sull'intero territorio nazionale, oltre che all'estero. Tra i tanti che negli anni hanno collaborato alla vita della Biblioteca si segnala in particolar modo Pier Carlo Masini, il principale studioso italiano del movimento anarchico, scomparso nel 1998. Masini ha donato alla Biblioteca il proprio archivio personale, al cui interno è contenuto il materiale dei Gruppi Anarchici di Azione Proletaria (GAAP, 1949-1957), e parte della collezione libraria caratterizzata per un'accurata selezione bibliografica; ha inoltre partecipato con un ruolo di primo piano a iniziative editoriali promosse dalle edizioni BFS, quali la “Rivista storica dell'anarchismo” pubblicata dal 1994 al 2004.
I libri delle edizioni BFS hanno accompagnato la storia della Biblioteca approfondendo i medesimi ambiti di specializzazione. Una delle principali opere date alle stampe è il Dizionario biografico degli anarchici italiani, che racchiude oltre duemila voci elaborate da un centinaio di studiosi facenti capo a diversi poli universitari: Messina (prof. Santi Fedele), Milano (Prof. Maurizio Antonioli), Teramo (Prof. Pasquale Iuso) e Trieste (Prof. Giampietro N. Berti).